# Arenocoris fallenii
Arenocoris fallenii är en insektsart som först beskrevs av Friedrich von Schilling 1829.  Arenocoris fallenii ingår i släktet Arenocoris, och familjen bredkantskinnbaggar. Arten är reproducerande i Sverige.